# Кубок Ісландії з футболу 1998
Кубок Ісландії з футболу 1998 — 39-й розіграш кубкового футбольного турніру в Ісландії. Переможцем вчетверте став Вестманнаейя.

## Календар
| Раунд        | Дата              | Матчі | Клуби   |
| ------------ | ----------------- | ----- | ------- |
| Перший раунд | 24-25 травня 1998 | 12    | 60 → 48 |
| Другий раунд | 3-5 червня 1998   | 16    | 48 → 32 |
| 1/16 фіналу  | 17-19 червня 1998 | 16    | 32 → 16 |
| 1/8 фіналу   | 1-2 липня 1998    | 8     | 16 → 8  |
| 1/4 фіналу   | 14-15 липня 1998  | 4     | 8 → 4   |
| 1/2 фіналу   | 5-6 серпня 1998   | 2     | 4 → 2   |
| Фінал        | 30 серпня 1998    | 1     | 2 → 1   |

## 1/8 фіналу
| Команда 1      | Рахунок      | Команда 2                |
| -------------- | ------------ | ------------------------ |
| 1 липня 1998   |              |                          |
| Відір (3)      | 2:2 пен. 1:3 | Вікінгур (Рейк'явік) (2) |
| КР             | 4:1          | Валюр                    |
| Брєйдаблік (2) | 3:0          | ІР                       |
| КВА (2)        | 2:4          | Лейфтур                  |
| Тор (2)        | 1:2          | Вестманнаейя             |
| 2 липня 1998   |              |                          |
| Гріндавік      | 2:0          | КР U-23 (4)              |
| Фількір (2)    | 3:1          | Гапнарф'єрдюр (2)        |
| Фрам           | 2:5          | Троттур                  |

## 1/4 фіналу
| Команда 1     | Рахунок | Команда 2                |
| ------------- | ------- | ------------------------ |
| 14 липня 1998 |         |                          |
| Гріндавік     | 2:0     | Троттур                  |
| Лейфтур       | 2:1     | Вікінгур (Рейк'явік) (2) |
| Вестманнаейя  | 1:0 дч  | КР                       |
| 15 липня 1998 |         |                          |
| Фількір (2)   | 1:3     | Брєйдаблік (2)           |

## 1/2 фіналу
| Команда 1     | Рахунок | Команда 2      |
| ------------- | ------- | -------------- |
| 5 серпня 1998 |         |                |
| Вестманнаейя  | 2:0     | Брєйдаблік (2) |
| 6 серпня 1998 |         |                |
| Гріндавік     | 0:2     | Лейфтур        |

## Фінал
| 30 серпня 1998 |

| Вестманнаейя                        | 3:1      | Лейфтур |
| ----------------------------------- | -------- | ------- |
| С.Йоганнессон 36' Г.Йоганнессон 69' | Протокол |         |

| Лаугардалсволлур, Рейк'явік Глядачів: 4 648 Арбітр: Крістінн Якобссон |